# Langer Weg der Dolomiten
Koordinaten: 46° 32′ 17″ N, 12° 8′ 26″ O

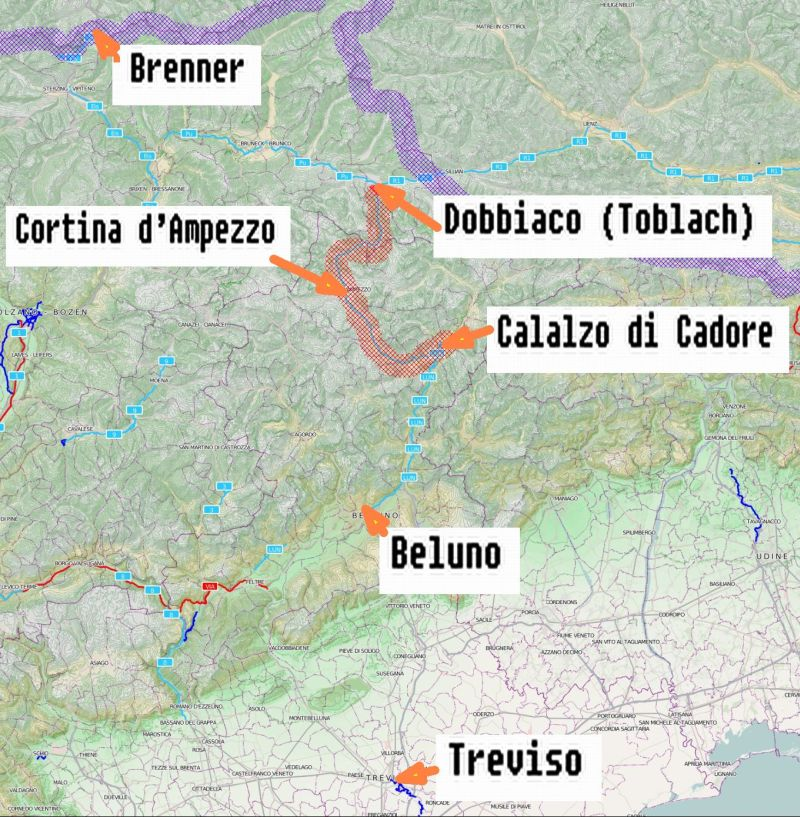
Lage in Italien

Der Lange Weg der Dolomiten (ital. Lunga Via delle Dolomiti) bzw. Dolomiten-Radweg (ital. Ciclabile delle Dolomiti) ist ein Radwanderweg auf der ehemaligen Trasse der Dolomitenbahn. Er führt von Toblach (Dobbiaco) über Cortina d’Ampezzo nach Calalzo di Cadore und verbindet damit die italienischen Provinzen Südtirol und Belluno.
Die zehn komplett erhaltenen Tunnel der Strecke werden mitbenutzt, die längeren von ihnen sind sogar künstlich beleuchtet.

## Strecke

### Südabschnitt

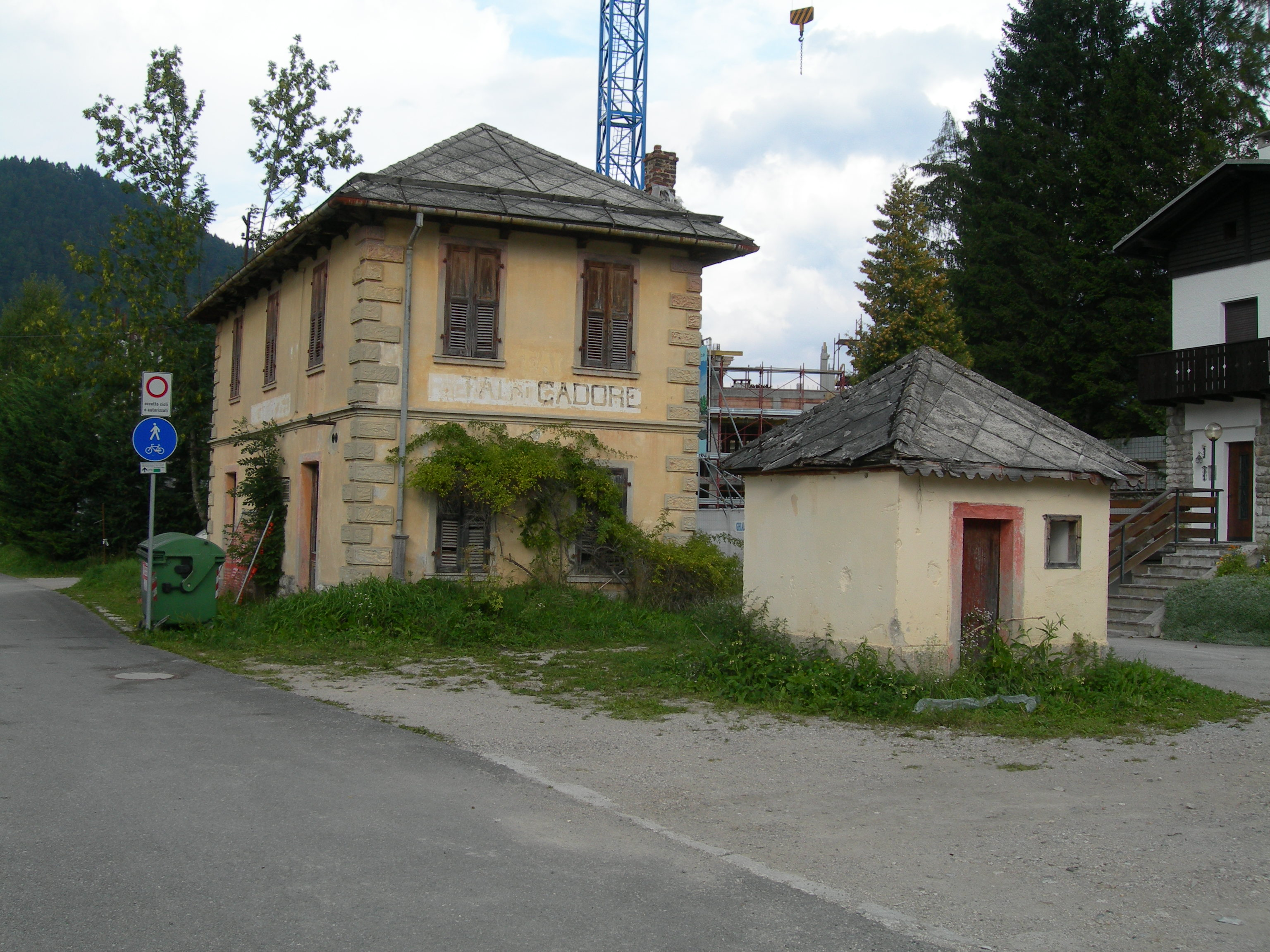
Radweg mit ehemaligem Bahnhof in Pieve di Cadore

Von Calalzo bis Cortina ist der Rad- und Wanderweg nahezu komplett asphaltiert. Lediglich der Abschnitt von Zuel bis Chiapuzza (6,5 km) sowie ein weiterer ca. zwei Kilometer langer Abschnitt östlich von Peaio und Vinigo werden heute nicht mehr genutzt und liegen brach (Radfahrer werden auf diesen beiden Teilstücken jeweils auf die parallele Staatsstraße geleitet).

### Nordabschnitt

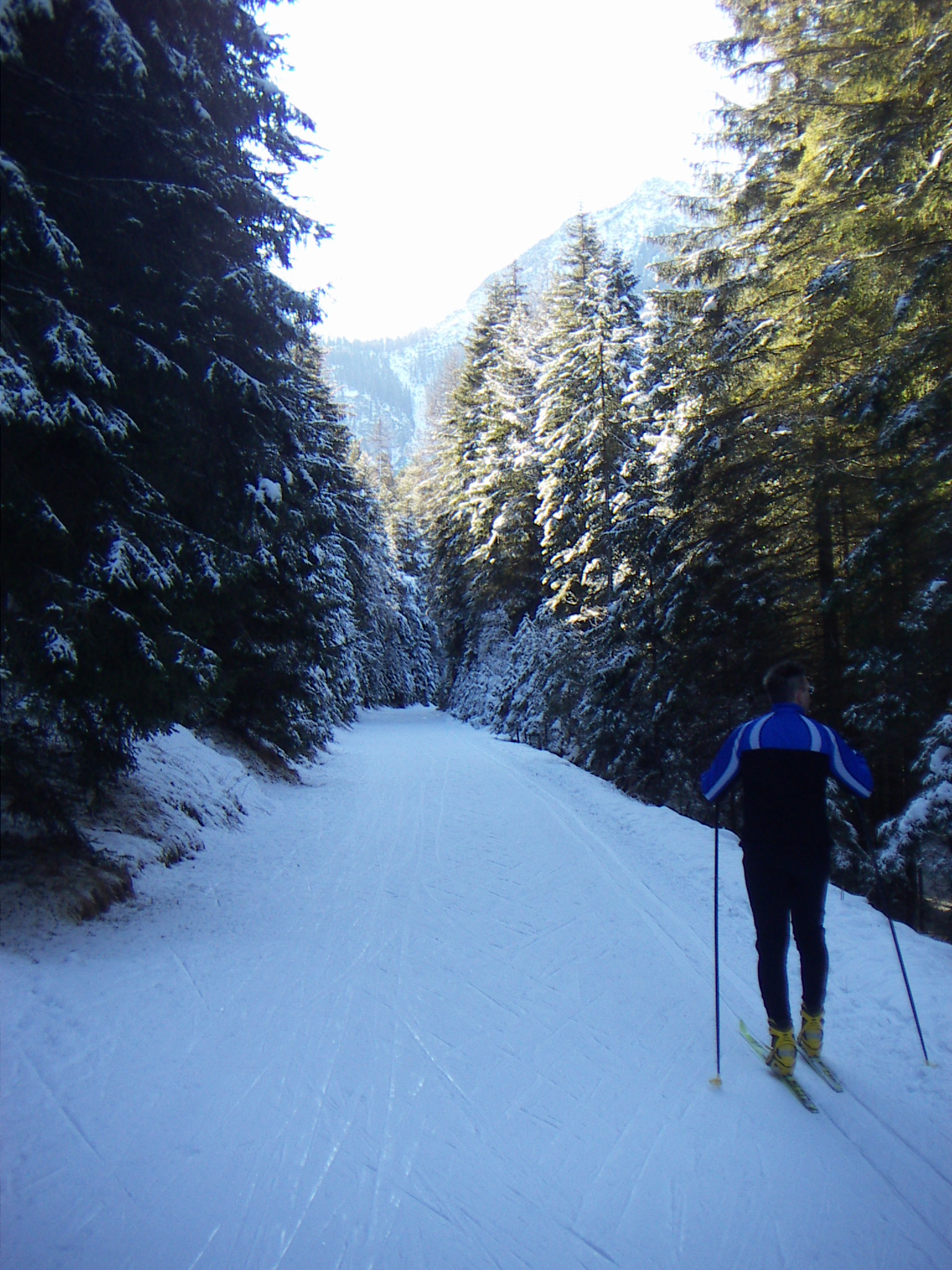
Loipe auf dem Radweg bei Toblach

Der Abschnitt von Cortina bis Toblach ist größtenteils als fein geschotterte und wassergebundene Naturstraße ausgeführt und damit für Rennräder nur bedingt geeignet. Der höchste Punkt ist der Pass im Gemärk (Passo Cimabanche, 1530 m), der die Grenze zwischen Südtirol und der Provinz Belluno bildet. Sowohl von Cortina wie auch von Toblach aus sind hierher jeweils 300 Höhenmeter zu bewältigen. Der Südtiroler Abschnitt ist als Radroute 11 „Höhlensteintal“ ausgewiesen.
Im Winter wird dieses Teilstück gesperrt und dient als gespurte Langlaufloipe, bei der in den Tunneln eine künstliche Schneeschicht aufgetragen wird. Seit 1977 findet am ersten Wochenende im Februar der Volkslanglauf Toblach–Cortina statt, mit den Streckenlängen 30 km (Samstag, freier Stil von Cortina bis Toblach) und 42 km (Sonntag, klassischer Stil von Toblach bis Cortina).
Seit 2000 wird im Frühling auf dieser Route der Cortina–Dobbiaco Run ausgetragen, ein Volks- und Straßenlauf über 30 km von Cortina nach Toblach, der vom ehemaligen Marathonläufer Gianni Poli organisiert wird. Poli hatte 1988 diese Strecke für sein Training entdeckt und nahm sich vor, auch andere Läufer an diesem Erlebnis teilhaben zu lassen.

## Anschlüsse
In Toblach besteht der Anschluss zur Radroute 3 „Pustertal“, die ostwärts Richtung Lienz auch als Drauradweg bezeichnet wird. Westwärts gelangt man der Länge nach durch das Pustertal zur Radroute 1 „Brenner–Salurn“, die weiter nordwärts zum Brennerpass oder südwärts nach Bozen führt.
Seit 2015 ist der Südanschluss von Calalzo über Belluno bis Venedig Teil des neuen Radweges München – Venedig. Er ist sehr gut ausgebaut und beschildert und führt nur über Nebenstraßen.
Toblach ist am Bahnhof Toblach an die Pustertalbahn angebunden. Zwischen Cortina und Toblach verkehrt etwa alle zwei Stunden ein Linienbus.